# Atmosfera de Júpiter

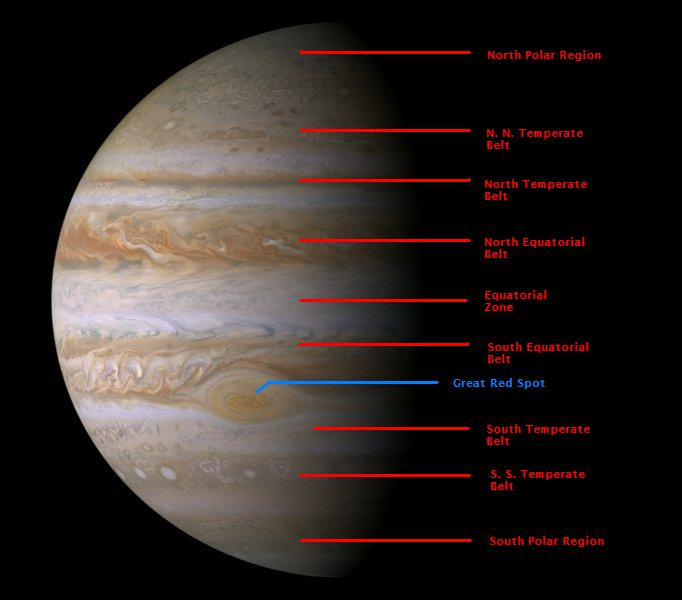
Padrão das nuvens em Júpiter. Em vermelho, as diferentes bandas que compõem a atmosfera joviana. Em azul, a Grande Mancha Vermelha.

A atmosfera de Júpiter é a maior atmosfera planetária do Sistema Solar. É composta principalmente de hidrogênio molecular e hélio em proporções similares às do Sol. Outros elementos e compostos químicos estão presentes em pequenas quantidades e incluem metano, amônia, sulfeto de hidrogênio e água. Embora acredite-se que a água esteja presente nas profundezas da atmosfera, sua concentração é muito baixa. A atmosfera joviana também possui oxigênio, nitrogênio, enxofre e gases nobres. A abundância destes elementos excede três vezes a do Sol.
A atmosfera joviana não possui um limite interno, gradualmente transicionando em fluido no interior do planeta. De baixo para cima, as camadas atmosféricas são troposfera, estratosfera, termosfera e exosfera. Cada camada possui seu gradiente de temperatura característico. A camada mais baixa, a troposfera, possui um sistema complicado de nuvens, com camadas de amônia, hidrosulfeto de amônia e água. As nuvens superiores de amônia são visíveis da superfície do planeta e estão organizadas em um sistema de bandas paralelas ao equador, sendo limitadas por fortes correntes atmosféricas (ventos), conhecidas como jatos. As bandas alternam-se em cor: as bandas de cor mais escura são chamadas de cinturões, e as bandas de cor mais clara, de zonas. Zonas, que são mais frias que cinturões, correspondem às regiões nas quais o ar está se movendo para cima, enquanto nos cinturões o ar está se movendo em direção ao interior do planeta. Acredita-se que a cor das zonas seja resultado de gelo de amônia; não se sabe ainda com certeza o mecanismo que dá aos cinturões suas cores típicas. A origem das bandas e dos jatos não é bem entendida, mas existem dois modelos. O modelo superficial argumenta que tais bandas são fenômenos de superfície ocorrendo sobre um interior estável. Já no modelo profundo, as bandas e os jatos são fenômenos que resultam do movimento do hidrogênio molecular no interior do planeta.
A atmosfera jupiteriana possui vários tipos de fenômenos ativos, incluindo instabilidades das bandas, vórtices (ciclones e anticiclones), tempestades e raios. Os vórtices são grandes ovais vermelhas, brancas ou marrons, sendo que os maiores são a Grande Mancha Vermelha e a Oval BA, ambas de cor vermelha, e, como a maioria dos vórtices de tamanho considerável, são anticiclônicos. Anticiclones menores tendem a ser brancos. Acredita-se que os vórtices sejam estruturas relativamente rasas, com profundidade não excedendo várias centenas de quilômetros. Localizada no hemisfério sul jupiteriano, a Grande Mancha Vermelha é o maior vórtice do Sistema Solar, podendo abrigar várias Terras dentro de si, e já existe por pelo menos três séculos. A Oval BA, localizada ao sul da Grande Mancha, possui um terço do tamanho, e foi formada em 2000 através da fusão de três ovais brancas menores.
Júpiter possui fortes tempestades, sempre acompanhadas por raios. As tempestades são o resultado de convecção úmida na atmosfera, em conjunto com a evaporação e condensação de água. Estas regiões possuem fortes correntes de ar, que correm para cima, levando à formação de nuvens brilhantes e densas. As tempestades formam-se primariamente em cinturões. Os raios de Júpiter são mais potentes que os da Terra, mas ocorrem em menos quantidade, e os níveis de atividade de raios são comparáveis aos da Terra.

## Estrutura vertical

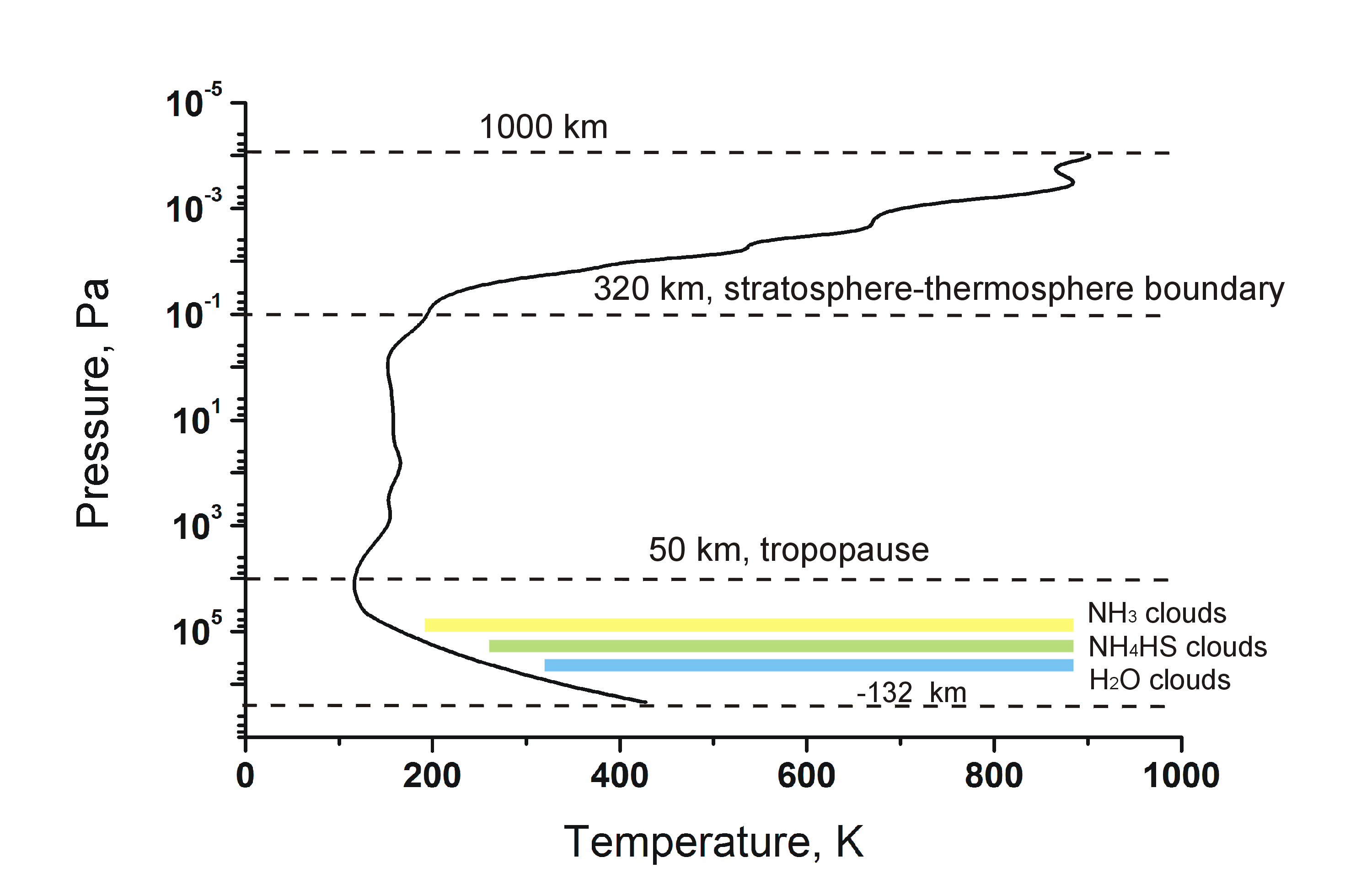
Estrutura vertical da atmosfera de Júpiter. Note que a pressão atmosférica cai com a altitude. A sonda atmosférica da Galileu parou de transmitir a uma profundidade de 132 km.

A atmosfera de Júpiter é dividida em quatro camadas, organizadas em ordem de maior altitude: troposfera, estratosfera, termosfera e exosfera. Ao contrário da atmosfera terrestre, a atmosfera jupiteriana não possui uma mesosfera. Júpiter não possui uma superfície sólida, e a camada atmosférica mais profunda, a troposfera, transiciona-se gradualmente em fluido dentro do planeta. Isto acontece por causa da presença de temperaturas e pressões bem acima daquela do ponto crítico do hidrogênio e hélio, significando que não há um limite sólido entre as fases gasosas e líquidas.
Como o limite interior da atmosfera jupiteriana não é bem definido, a base da troposfera é comumente definida como a altitude da atmosfera jupiteriana que possui 10 bar de pressão atmosférica (localizada a 90 km abaixo do nível onde a pressão atmosférica jupiteriana é de 1 bar), com uma temperatura de 340 K. Em contraste, na literatura científica, o ponto de referência para altitudes — a "superfície" de Júpiter, tal como o nível do mar é para a Terra — é no geral definido como a região da atmosfera jupiteriana com 1 bar de pressão. Como na Terra, a camada atmosférica mais externa, a exosfera, não possui um limite superior bem definido. A densidade gradualmente cai até que iguala-se com a densidade do meio interplanetário, a cerca de 5 000 km acima da "superfície".
As variações da temperatura com a altitude na atmosfera jupiteriana são similares às variações presentes na atmosfera terrestre. A temperatura da troposfera diminui à medida que a altitude aumenta, chegando ao mínimo na tropopausa, que é o limite entre a troposfera e a estratosfera. Em Júpiter, a tropopausa está localizada a cerca de 50 km acima das nuvens visíveis (ou do nível de 1 bar), onde a pressão e a temperatura são de cerca de 0,1 bar e 110 K, respectivamente. Na estratosfera, as temperaturas aumentam com a altitude, chegando a um máximo de 200 K na transição com a termosfera, a uma altitude de cerca de 320 km, onde a pressão é de 1 μbar. Na termosfera, as temperaturas continuam a aumentar, eventualmente alcançando 1 000 K a cerca de 1 000 km, onde a pressão é de cerca de 1 nbar.
A troposfera de Júpiter contém uma estrutura de nuvens complicada. As nuvens visíveis, localizadas onde a pressão atmosférica varia entre 0,7 a 1 bar, são feitas de gelo de amônia. Debaixo destas nuvens de amônia, acredita-se que haja nuvens de hidrossulfeto de amônia (entre 1,5 e 3 bar) e água (3 a 7 bar). Como as temperaturas são muito altas para permitir sua condensação, não existem nuvens de metano. As nuvens de água compõem a camada de nuvens mais densa, e possuem a maior influência nas dinâmicas da atmosfera jupiteriana. Isto é o resultado do maior calor de vaporização da água e da alta abundância de água na atmosfera de Júpiter, em comparação com amônia ou sulfeto de hidrogênio, visto que oxigênio é um elemento químico mais comum que nitrogênio e enxofre. Várias camadas de névoa, na troposfera (a 0,2 bar) e na estratosfera (a 10 bar), residem acima das principais camadas de nuvens. A névoa na estratosfera é formada através da condensação de hidrocarbonetos aromáticos policíclicos ou hidrazina, que são gerados na parte superior da estratosfera (entre 1 a 100 μbar) a partir de metano sob influência da radiação ultravioleta (UV). A abundância de metano em relação ao hidrogênio molecular na estratosfera é de cerca de 10−4, enquanto a abundância de outros hidrocarbonetos leves, tais como etano e acetileno, relativamente ao hidrogênio molecular, é de cerca de 10−6.
A termosfera de Júpiter está localizada a pressões menores do que 1 μbar, e demonstra fenômenos tais como airglow, auroras e emissões de raios X. Dentro da termosfera localizam-se camadas de maior densidade de elétrons e íons, que formam a ionosfera de Júpiter. Ainda não se sabe completamente o motivo das altas temperaturas prevalentes na termosfera (entre 800 e 1 000 K). Modelos atuais preveem temperaturas de até 400 K. Cogita-se que as altas temperaturas sejam causadas pela absorção de radiação de alta energia proveniente do Sol (tais como UV ou raios X), através do aquecimento das partículas carregadas que precipitam-se da magnetosfera, ou através da dissipação de ondas de gravidade. A termosfera e a exosfera nos polos e em baixas latitudes emitem raios X, que foram primeiramente observados no Observatório Einstein em 1983. As partículas energéticas provenientes da magnetosfera de Júpiter criam auroras ovais brilhantes, que envolvem os polos do planeta. Ao contrário de análogos terrestres, que aparecem apenas durante tempestades magnéticas, auroras em Júpiter são características permanentes da atmosfera do planeta. A termosfera jupiteriana foi o primeiro local fora da Terra onde o cátion trihidrogênio (H+3) foi descoberto. Este íon é emitido fortemente na parte infravermelha do espectro eletromagnético, em comprimentos de onda entre 3 e 5 μm; este é o principal mecanismo de resfriamento da termosfera jupiteriana.

## Composição química
A composição da atmosfera de Júpiter é similar àquela do planeta como um todo. A atmosfera jupiteriana é a mais bem entendida dos gigantes gasosos, visto que foi observada diretamente pela sonda atmosférica da Galileu quando entrou na atmosfera jupiteriana em 7 de dezembro de 1995. Outras fontes de informação da composição atmosférica jupiteriana incluem o Infrared Space Observatory (ISO), a Galileu e a Cassini-Huygens, bem como observações feita na Terra.
Os principais constituintes da atmosfera jupiteriana são hidrogênio molecular (H2) e hélio. A abundância de hélio é de cerca de 0,157 ± 0,0036 em relação ao hidrogênio molecular, por número de moléculas, enquanto sua massa fracionada é de 0,234 ± 0,005, o que é um pouco menor do que o valor primordial do Sistema Solar. A razão desta relativa baixa abundância não é totalmente entendida, mas cogita-se que parte do hélio tenha condensado no núcleo de Júpiter, visto que hélio é mais denso que hidrogênio. A atmosfera jupiteriana contém vários compostos químicos simples tais como água, metano (CH4), sulfeto de hidrogênio (H2S), amônia (NH3) e fosfina (PH3). A abundância destes elementos químicos na parte inferior da troposfera (abaixo de 10 bar) significa que a atmosfera jupiteriana é enriquecida com carbono, nitrogênio, enxofre e possivelmente oxigênio,[b] com abundância duas a quatro vezes maior do que no Sol.[c] Há forte evidência indicando que a atmosfera jupiteriana também possui maior abundância dos gases nobres argônio, criptônio e xenônio, em relação ao Sol, embora o neônio seja mais raro em Júpiter. Outras substâncias químicas, tais como arsina (AsH3) e germano (GeH4), são presentes apenas em traços. A atmosfera superior de Júpiter contém pequenas quantidades de hidrocarbonetos simples, tais como etano, acetileno e diacetileno, que se formam através de metano sob influência da radiação ultravioleta solar e de partículas carregadas vindas da magnetosfera jupiteriana. A parte superior da atmosfera jupiteriana também possui dióxido de carbono, monóxido de carbono e água, que acredita-se que se originam de impactos de cometas, tais como o Shoemaker-Levy 9. A água não pode vir da troposfera porque a tropopausa fria condensa água proveniente do interior do planeta, impedindo que ela suba a altitudes maiores na atmosfera jupiteriana.
Medições tomadas por sondas espaciais e na Terra levaram a um aumento do conhecimento da razão isotópica da atmosfera jupiteriana. O valor presente da abundância de deutério é de 2,25 ± 0,35 × 10−5, o que representa provavelmente o valor primordial na nebulosa protossolar que criou o Sistema Solar. A razão de isótopos de nitrogênio na atmosfera jupiteriana, 15N para 14N, é de 2,3 × 10−3, um terço mais baixa do que na atmosfera terrestre (3,5 × 10−3). A descoberta do último é especialmente significativa, visto que teorias sobre a formação do Sistema Solar consideravam o valor terrestre da razão de isótopos de nitrogênio como o valor primordial da nebulosa protossolar.

## Zonas, cinturões e jatos

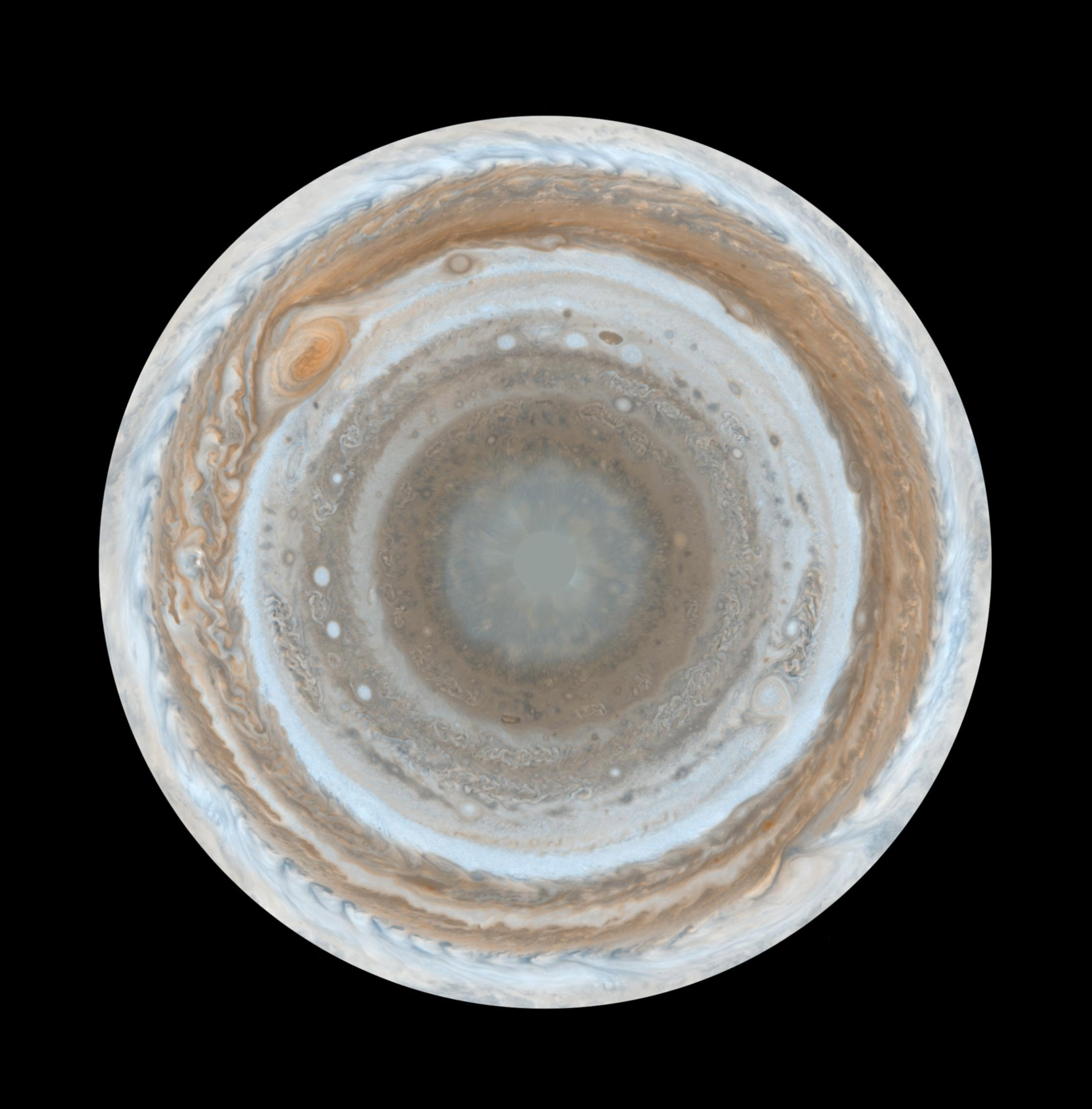
O mapa mais detalhado já feito de Júpiter, tomado pela Cassini-Huygens.

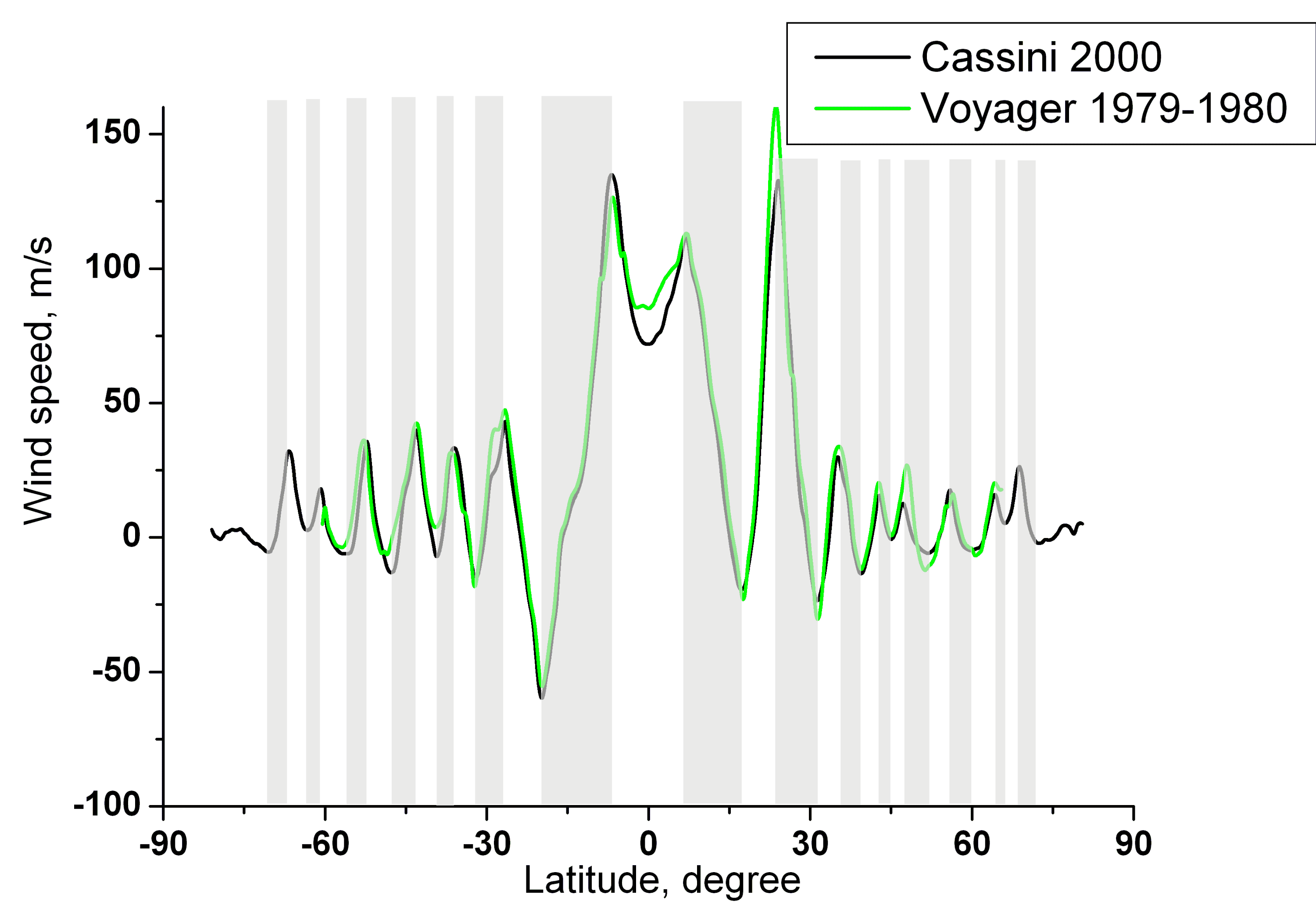
Velocidade dos ventos nos jatos na atmosfera de Júpiter.

A superfície visível de Júpiter é dividida em um número de bandas paralelas com o equador. Existem dois tipos de bandas: "zonas", que possuem uma cor clara, e "cinturões", de cor mais escura. A zona equatorial (EZ) de Júpiter estende-se entre as latitudes 7°S e 7°N do planeta, os cinturões equatoriais do norte e do sul (NEB e SEB) estendem-se até 18°N e 18°S, respectivamente. Mais longe do equador estão as zonas tropicais setentrionais e meridionais (NtrZ e STrZ). O padrão de cinturões e zonas alternando-se entre si continua até as regiões polares, a cerca de 50° graus de latitude, onde sua visibilidade torna-se menor. A estrutura básica de cinturões-zonas provavelmente continua bem até os polos, alcançando ao menos 80° norte ou sul.
A diferença na aparência entre zonas e cinturões é causada por diferenças na opacidade das nuvens. A concentração de amônia é maior em zonas, o que leva à aparência de nuvens densas de gelo de amônia em altitudes maiores, que, por sua vez, causa a cor mais clara. Por outro lado, as nuvens dos cinturões são mais finas e estão localizadas em altitudes menores. A parte superior da troposfera é mais fria em zonas e mais quente em cinturões. A natureza exata dos produtos químicos que tornam as bandas jupiterianas tão coloridas não é conhecida, mas, entre eles, compostos complexos de enxofre, fósforo e carbono podem estar incluídos.
As bandas de Júpiter são limitadas por fluxos atmosféricos zonais (ventos) chamados "jatos". Os jatos que vão em direção ao oeste (de modo retrógrado em relação à rotação do planeta) são encontrados na transição das zonas para cinturões (afastando-se do equador), enquanto que jatos que vão em direção a leste (de modo prógrado) marcam a transição de cinturões para zonas. Este padrão de circulação significa que os ventos dos jatos diminuem de velocidade nos cinturões e aumentam nas zonas, do equador até os polos. Portanto, o cisalhamento do vento nos cinturões é ciclônico, enquanto nas zonas, é anticiclônico. A EZ é uma exceção para esta regra, mostrando um forte jato prógrado, cuja velocidade é menor exatamente no equador. As velocidades dos jatos são altas em Júpiter, alcançando mais de 100 m/s. Estas velocidades correspondem às nuvens de amônia presentes entre 0,7 e 1 bar. Os jatos prógrados são geralmente mais poderosos que os jatos retrógrados. O tamanho vertical destes jatos não é conhecido, mas sabe-se que tais jatos decaem duas a três escalas de altura acima das nuvens,[a] enquanto que, abaixo das nuvens, os ventos aumentam de velocidade, e permanecem constantes até no mínimo 22 bar — que foi a profundidade operacional máxima alcançada pela sonda atmosférica da Galileu.
Não se sabe completamente a origem da estrutura de bandas de Júpiter, mas acredita-se que seja similar ao processo que leva à criação e manutenção das células de Hadley na Terra. A interpretação mais simples é que zonas são regiões nas quais o ar circula para cima (sobe), enquanto que, nos cinturões, o ar está circulando para baixo (desce). Quando o ar enriquecido em amônia sobe nas zonas, ele se expande e resfria, formando nuvens densas e altas. Nos cinturões, porém, o ar desce, aquecendo-se adiabaticamente, e nuvens brancas de amônia evaporam-se, revelando nuvens escuras, mais baixas na atmosfera. A localização e a espessura das bandas é notavelmente estável, tendo mudado apenas raramente entre 1980 e 2000. Um exemplo de mudança é uma pequena queda na velocidade do jato prógrado mais forte, localizado na fronteira entre a zona tropical setentrional e a zona temperada setentrional em 23°N. Porém, a cor e a intensidade das bandas varia com o tempo.

### Bandas específicas

Ilustração das bandas de nuvens de Júpiter, legendadas com suas abreviações oficiais. Zonas são indicados na direita, cinturões, na esquerda. A Grande Mancha Vermelha e a Oval BA são mostrados na Zona Tropical Meridional e no Cinturão Temperado Meridional, respectivamente.

Os cinturões e as zonas que dividem a atmosfera de Júpiter possuem seus próprios nomes e suas próprias características. Eles começam embaixo das regiões polares, que se estendem dos polos até 40° a 48° N/S. Estas regiões azuladas-cinzentas não possuem no geral nenhuma característica notável.
A Região Temperada Setentrional-Setentrional raramente mostra mais detalhes que as regiões polares, devido ao escurecimento de bordo, diminuição de foco e difusão geral das características. Apesar disso, o Cinturão Temperado Setentrional-Setentrional (NNTB) é o cinturão distinto mais setentrional, embora ocasionalmente "desapareça". Distúrbios tendem a ser de pouca escala e não muito duradouros. A Zona Temperada Setentrional-Setentrional (NNTZ) é possivelmente mais proeminente, mas, geralmente, mais quieta também. Outros cinturões e zonas de menor escala na região também são ocasionalmente observados.
A Região Temperada Setentrional é parte de uma região latitudinal facilmente observável da Terra e, consequentemente, possui um bom registro de observação. A região também possui as correntes de jato prógradas mais fortes do planeta — que formam o limite meridional do Cinturão Temperado Setentrional (NTB). A NTB gradualmente diminui uma vez por década (como foi no caso dos encontros com as sondas Voyagers, fazendo com que a Zona Temperada Setentrional (NTZ) aparentemente se funda com a Zona Tropical Setentrional (NTropZ). Em outros períodos, a NTZ é dividida por um cinturão estreito em componentes setentrionais e meridionais.
A Região Tropical Setentrional é composta pela NTropZ e pelo Cinturão Equatorial Setentrional (NEB). A coloração da NTropZ é geralmente estável, mudando apenas em paralelo com a atividade das correntes de jatos meridionais na NTB. Como a NTZ, a NTropZ é por vezes dividida por uma banda estreita, a NTropB. Nestas raras ocasiões, a NTropZ setentrional abriga "pequenas manchas vermelhas". Como o nome sugere, estas são equivalentes setentrionais da Grande Mancha Vermelha. Ao contrário da última, as pequenas manchas vermelhas geralmente aparecem em pares, e são sempre de curta duração, durando um ano, em média; uma estava presente durante o encontro com a Pioneer 10.
O NEB é um dos cinturões mais ativos em Júpiter. É caracterizado por ovais brancas anticiclônicas e ovais marrons ciclônicas, com os primeiros geralmente formando-se mais ao norte do que os últimos; como na NTropZ, a maior parte destas características são de curta duração, relativamente. Como o Cinturão Equatorial Meridional (SEB), a NEB por vezes diminui e aumenta drasticamente em intensidade, com o tempo de duração destas mudanças sendo de cerca de 25 anos.

Zonas, cinturões e vértices em Júpiter. A zona equatorial é visível no centro, e cercada por dois cinturões equatoriais (de cor escura), SEB e NEB. As manchas cinzentas-azuladas no limite setentrional da NTropZ (de cor clara) mudam com o tempo à medida que eles avançam em direção a leste no planeta. A Grande Mancha Vermelha está localizada no limite meridional do SEB. Linhas de pequenas tempestades giram em torno de ovais do hemisfério norte. As menores características visíveis no equador possuem cerca de 600 km de extensão. Esta animação composta por 14 frames foi tomada ao longo de 24 dias jupiterianos, ou cerca de 10 dias terrestres, com a passagem do tempo tendo sido acelerado por um fator de 600 000.

A Região Equatorial (EZ) é uma das regiões mais estáveis do planeta, em latitude e em atividade. O limite setentrional da EZ abriga plumas, que circulam em direção a sudoeste da NEB, que são cercadas por formações escuras e quentes (em infravermelho), conhecidas como "manchas quentes". O limite meridional da EZ é no geral relativamente calmo, embora observações realizadas no final do século XIX e no início do século XX mostrem que esta região era muito mais ativa anteriormente. A EZ varia consideravelmente em cor, de amarelo até vermelho, sendo ocasionalmente dividida por uma Banda Equatorial (EB). Formações na EZ movem a cerca de 390 km/h, em relação a formações presentes em outras latitudes.
A Região Tropical Meridional inclui o SEB e a Zona Tropical Meridional (STropZ). Esta é facilmente a região mais ativa em Júpiter, abrigando os jatos retrógrados mais poderosos do planeta. O SEB é geralmente o cinturão mais largo e escuro em Júpiter, sendo, porém, por vezes dividido por uma zona (a SEBZ), e pode desaparecer totalmente durante os ciclos de fortalecimento da SEB. Outra característica do SEB é um longo trilho de distúrbios ciclônicos que seguem a Grande Mancha Vermelha. Como a NTropZ, a STropZ é uma das zonas mais proeminentes do planeta, não somente contendo a Grande Mancha Vermelha, mas também, por vezes, um Distúrbio Tropical Meridional (STropD), que divide a STropZ. Esta formação pode ser de longa duração, sendo que a mais famosa durou entre 1901 e 1939.
A Região Temperada Meridional, ou Cinturão Temperado Meridional (STB), é outro cinturão escuro e proeminente, sendo mais do que a NTB. Até março de 2000, as características mais marcantes desta região eram três ovais brancas de longa duração, BC, DE e FA, que fundiram-se em uma, a Oval BA (apelidada de "Red. Jr"., visto que a mancha resultante adquiriu uma coloração mais avermelhada desde então). Na realidade, as ovais eram parte da Zona Temperada Meridional (STZ), mas moveram-se para o STB, bloqueando-o parcialmente. O STB ocasionalmente diminui em proeminência, devido a interações complexas entre as ovais brancas e a Grande Mancha Vermelha. A aparência da STZ — a zona na qual as ovais brancas se originaram — varia bastante com o tempo.
A atmosfera de Júpiter possui outras características que são temporárias ou difíceis de observar da Terra. A Região Temperada Meridional-Meridional (SSTR) é mais difícil de ser identificada do que até mesmo a NNTR, devido a detalhes sutis que podem somente ser observados por grandes telescópios ou por sondas espaciais. Muitas zonas e cinturões são mais transientes em natureza, e não são sempre visíveis. Estes incluem a Banda Equatorial (EB), a Zona do Cinturão Equatorial Setentrional (NEBZ, uma zona branca dentro do cinturão) e a Zona do Cinturão Equatorial Meridional (SEBZ). Bandas são por vezes partidas por outros distúrbios súbitos. Quanto um distúrbio divide um cinturão ou uma zona, um "N" ou um "S" (indicando setentrional ou meridional, respectivamente) é adicionado aos nomes das bandas, para indicar o posicionamento dos novos subcomponentes, como, por exemplo, em NEB(N) e NEB(S).

## Dinâmica
A circulação atmosférica em Júpiter é significativamente diferente da circulação atmosférica terrestre. O interior de Júpiter é fluido e não possui nenhuma superfície sólida. Portanto, convecção pode ocorrer na camada de hidrogênio molecular do planeta. Nenhuma teoria compreensiva sobre a dinâmica da atmosfera jupiteriana foi desenvolvida até o presente. Uma teoria bem-sucedida deste tipo precisa responder às seguintes questões: a existência de bandas e jatos estáveis estreitos e relativamente simétricos em relação ao equador jupiteriano; o forte jato prógrado observado no equador; a diferença entre cinturões e zonas; e a origem e a persistência de grandes vórtices, tais como a Grande Mancha Vermelha.
Teorias existentes sobre a dinâmica da atmosfera jupiteriana podem ser divididas em duas categorias: rasas e profundas. Teorias rasas argumentam que a circulação atmosférica jupiteriana é restrita a uma estreita camada da região externa do planeta. Sob esta camada localiza-se uma região estável. As hipóteses profundas argumentam que as características observadas na superfície jupiteriana são apenas uma manifestação de superfície de circulação profunda presente em toda a camada de hidrogênio molecular do planeta. Como ambos os tipos de teorias possuem pontos fortes e fracos, muitos cientistas planetários acreditam que uma teoria bem-sucedida incluirá elementos de ambos os modelos.

### Modelos rasos
As primeiras tentativas de explicação da dinâmica da atmosfera jupiteriana datam da década de 1960. Estas tentativas foram baseadas parcialmente em meteorologia terrestre, que estava bem desenvolvida na época. Os modelos rasos assumiram que os jatos em Júpiter são levados por turbulências de pequena escala, que são, por sua vez, mantidas por convecção úmida na parte exterior da atmosfera jupiteriana (acima das nuvens de água). As convecções úmidas são um fenômeno relacionado à condensação e evaporação de água, que é na Terra um dos motores dos tempos terrestres. A produção de jatos neste modelo é relacionada com uma propriedade bem conhecida de turbulência dimensional — a cascata inversa, na qual pequenas estruturas turbulentas (vórtices) se fundem para formar estruturas maiores. O tamanho finito do planeta significa que esta cascata não pode produzir estruturas acima de certa escala, que para Júpiter é chamada de escala de Rhines. Sua existência é conectada com a produção de ondas de Rossby. Este processo funciona da seguinte maneira: quando as maiores estruturas turbulentas alcançam um certo tamanho, a energia começa a circular através de ondas de Rossby, ao invés de criar estruturas maiores, e a cascata inversa acaba. Visto que no planeta em rápida rotação a relação de dispersão das ondas de Rossby é anisotrópica, a escala de Rhines na direção paralela ao equador jupiteriano é maior que na direção ortogonal ao equador. O resultado deste processo é a produção de estruturas alogadas de grande escala paralelas ao equador. Em aparência, o comprimento norte-sul destas estruturas é igual à espessura dos jatos. Portanto, em modelos rasos, vórtices alimentam os jatos, e devem desaparecer através de fusão com os últimos.
Estas teorias podem explicar com sucesso a existência de vários jatos estreitos em Júpiter, mas possuem problemas. Tais teorias não explicam a existência de um jato prógrado equatorial, visto que, com algumas exceções, modelos rasos prevêm que jatos devem ser retrógrados. Além disso, os jatos na realidade podem ser instáveis, e podem desaparecer com o tempo, ocorrências não explicadas por estas teorias. Modelos rasos não explicam como as circulações atmosféricas em Júpiter podem violar critérios de estabilidade. Versões mais elaboradas de modelos de tempo-camada produzem circulações atmosféricas mais estáveis, mas muitos problemas persistem. Recentemente, a sonda Galileu detectou ventos muito mais profundos do que a camada de nuvens de água (5 a 7 bar), que persistem sem perda de potência até 22 bar, evidências que mostram que a circulação atmosférica jupiteriana pode ser na verdade afetada por fatores profundos.

### Modelos profundos
O modelo profundo foi proposto pela primeira vez por Busse, em 1976. Seu modelo era baseado em outra característica bem conhecida de mecânica dos fluidos, o teorema de Taylor-Proudman, no qual, em um líquido ideal em rápida rotação barotrópica, as correntes são organizadas em uma série de cilindros paralelos ao eixo de rotação. Estas condições provavelmente existem no interior de Júpiter. Portanto, o manto de hidrogênio molecular de Júpiter pode estar dividido em um número de cilindros, cada um possuindo uma circulação independente dos outros. As latitudes nas quais os limites dos cilindros se encontram correspondem aos jatos na superfície, com os cilindros sendo observados como zonas e cinturões.
O modelo profundo explica com facilidade o forte jato prógrado observado no equador de Júpiter. Os jatos produzidos são estáveis e não obedecem aos critérios tridimensionais de estabilidade. Porém, como os modelos rasos, os modelos profundos também possuem problemas. Segundo modelos profundos, são poucos os jatos produzidos, e simulações realistas de circulação 3D não são possíveis no presente, significando que os modelos simplificados para justificar circulação profunda podem não explicar aspectos importantes da dinâmica de fluidos dentro de Júpiter. Um modelo proposto em 2004 reproduziu com sucesso a estrutura de bandas e jatos jupiteriana; porém, este modelo assumiu que o manto de hidrogênio molecular é mais fino do que em todos os outros modelos, ocupando apenas os 10% externos do raio jupiteriano, enquanto que modelos padrões do interior jupiteriano argumentam que o manto compõe 20% a 30% da parte exterior do planeta. Os modelos profundos também não explicam sem problemas o que faz com que a circulação profunda continue a existir. De fato, as correntes profundas podem ser causadas tanto por forças rasas (convecção rasa) quanto por convecção profunda planetária, que transporta calor proveniente do interior jupiteriano. Não se sabe ainda qual destes mecanismos é mais importante.

### Calor interno

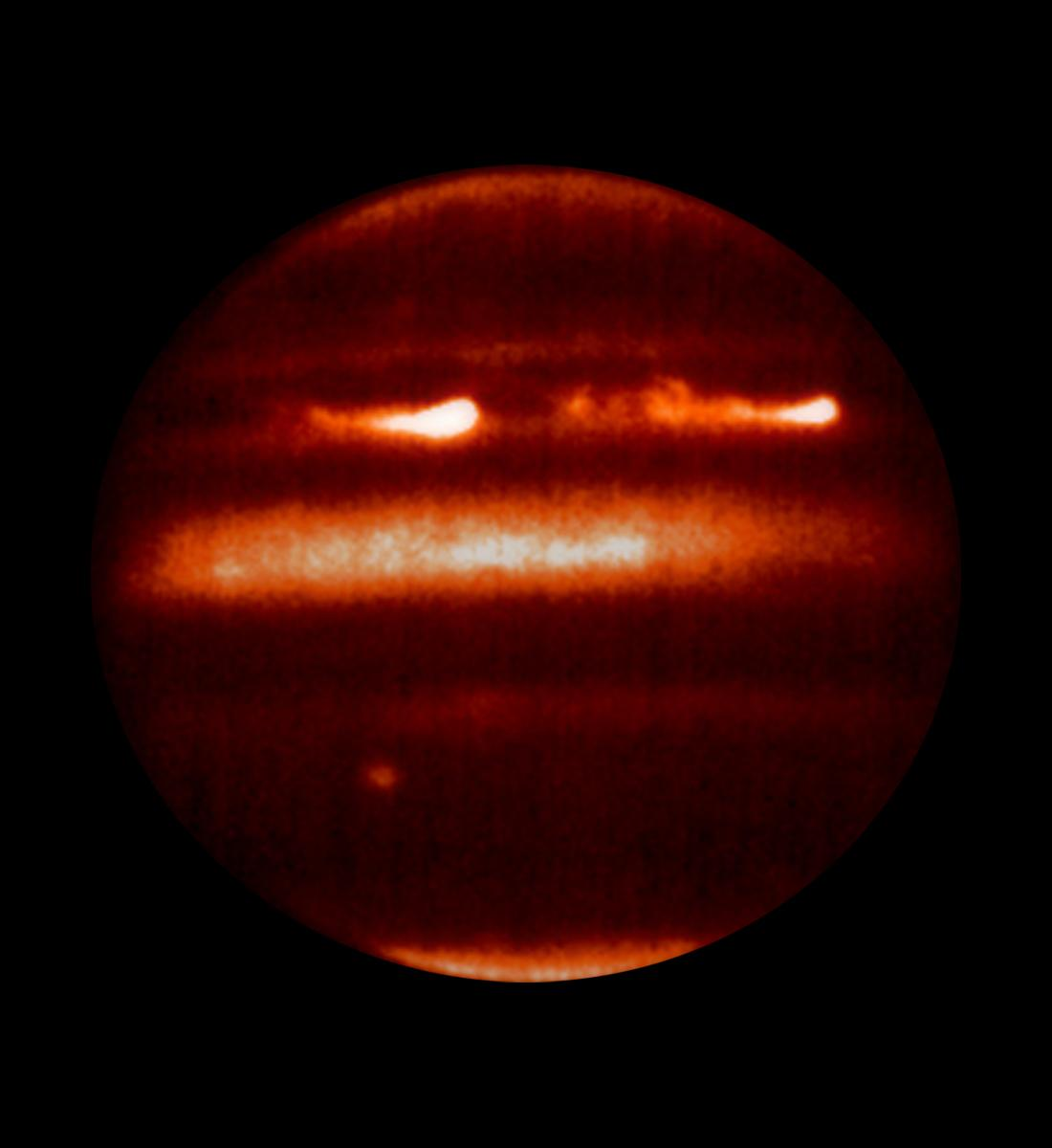
Imagem em infravermelho de Júpiter, tomada pela Infrared Telescope Facility da NASA.

Júpiter irradia mais calor do que recebe do Sol, fato conhecido desde 1966. Estima-se que a razão entre a potência emitida pelo planeta e a absorvida do Sol seja de 1,67 ± 0,09. O fluxo de calor interno de Júpiter é de 5,44 ± 0,43 W/m², enquanto a potência total emitida pelo planeta é de 335 ± 26 petawatts. O último valor é aproximadamente iqual a um bilionésimo do valor da potência total irradiada pelo Sol. Este excesso de calor é primariamente calor primordial proveniente da formação do planeta, mas pode resultar também da precipitação de hélio no interior do planeta.
O calor interno pode ser importante para as dinâmicas da atmosfera jupiteriana. Embora Júpiter possua uma pequena obliquidade (achatamento) de 3°, e seus polos não recebam tanta radiação solar quanto as regiões equatoriais do planeta, as temperaturas troposféricas de Júpiter não mudam significativamente do equador até os polos do planeta. Uma explicação é que o interior em convecção do planeta atua como um termostato, soltando mais calor perto dos polos do que na região equatorial, resultando em uniformidade da temperatura da troposfera jupiteriana em todo o planeta. Embora na Terra o calor seja transportado do equador até os polos primariamente via circulação atmosférica, em Júpiter, a convecção profunda equilibra o calor. Acredita-se que a convecção no interior jupiteriano ocorra primariamente devido ao calor interno do planeta.

## Características discretas

### Vórtices

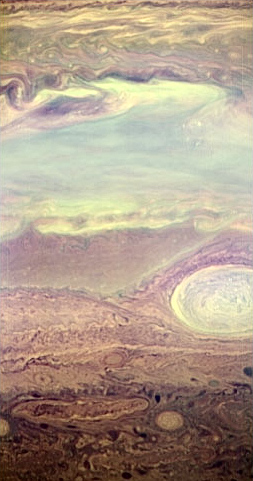
Imagem da atmosfera de Júpiter em infravermelho, tomada pela New Horizons.

A atmosfera de Júpiter abriga centenas de vórtices — estruturas circulares em rotação que, como na atmosfera terrestre, podem ser divididas em duas classes: ciclones e anticiclones. A direção de rotação dos primeiros é similar à da rotação do planeta (anti-horário no hemisfério setentrional, e horário no hemisfério meridional); os últimos giram no sentido inverso. Porém, uma diferença significativa, em relação à atmosfera terrestre, é que na atmosfera jupiteriana, anticiclones são muito mais comuns do que ciclones, com mais de 90% dos vórtices com mais de 2 000 km de diâmetro sendo anticiclones. O tempo de duração dos vórtices jupiterianos varia entre vários dias até séculos, dependendo do tamanho. O tempo médio de duração de anticiclones com diâmetros entre 1 000 km e 6 000 km é de um a três anos. Vórtices nunca foram observados na região equatorial de Júpiter (dentro de 10° de latitude), na qual tais vórtices são instáveis. Como em qualquer planeta em rápida rotação, os anticiclones são centros de alta pressão, enquanto que ciclones são centros de baixa pressão.
Os anticiclones na atmosfera de Júpiter estão sempre confinados dentro de zonas, onde a velocidade do vento aumenta à medida que se afasta do equador. Anticiclones são geralmente brilhantes e aparecem como ovais brancas. Tais ovais podem se mover em longitude, mas não significativamente em latitude, visto que não podem escapar da zona de confinamento. A velocidade dos ventos na periferia dos ovais é de cerca de 100 m/s. Anticiclones diferentes localizados em uma zona tendem a se fundirem, à medida que eles se aproximam. Porém, Júpiter possui dois anticiclones que são de certa maneira diferentes de todas os outros presentes no planeta: a Grande Mancha Vermelha e a Oval BA; o último formou-se apenas em 2000. Em contraste com ovais brancas, estas estruturas são vermelhas, possivelmente devido a material proveniente das profundezas do planeta. Em Júpiter, os anticiclones geralmente formam-se através da fusão de estruturas menores, incluindo tempestades de convecção, embora grandes ovais possam formar-se através da instabilidade de jatos, com ocorrências do último sendo observados entre 1938 e 1940, quando algumas ovais brancas apareceram como resultado de instabilidade na STZ, fundindo-se em 2000 na Oval BA.
Em contraste com anticiclones, ciclones jupiterianos tendem a ser estruturas relativamente pequenas, escuras e irregulares. Entre elas, as mais escuras e regulares são conhecidas como ovais marrons. Porém, há evidência que sugere a existência de grandes ciclones de longa duração. Além destas estruturas, Júpiter possui várias manchas filamentares irregulares, que demonstram rotação ciclônica. Uma delas está localizada a oeste da Grande Mancha Vermelha (em sua região de esteira) no SEB. Estas manchas são chamadas de regiões ciclônicas (CR). Ciclones estão sempre localizados em cinturões e, como no caso dos anticiclones, tendem a se fundirem uns com os outros.
A estrutura profunda dos vórtices não é completamente entendida. Acredita-se que os vórtices sejam relativamente rasos, visto que vórtices com mais de 500 km de altura estão sujeitos a instabilidade. Sabe-se que os grandes anticiclones estendem-se a apenas algumas dezenas de quilômetros acima das nuvens visíveis. Uma hipótese antiga, segundo a qual os vórtices seriam plumas de convecção profundas, não é mais aceita pela maioria dos cientistas planetários.

#### Grande Mancha Vermelha

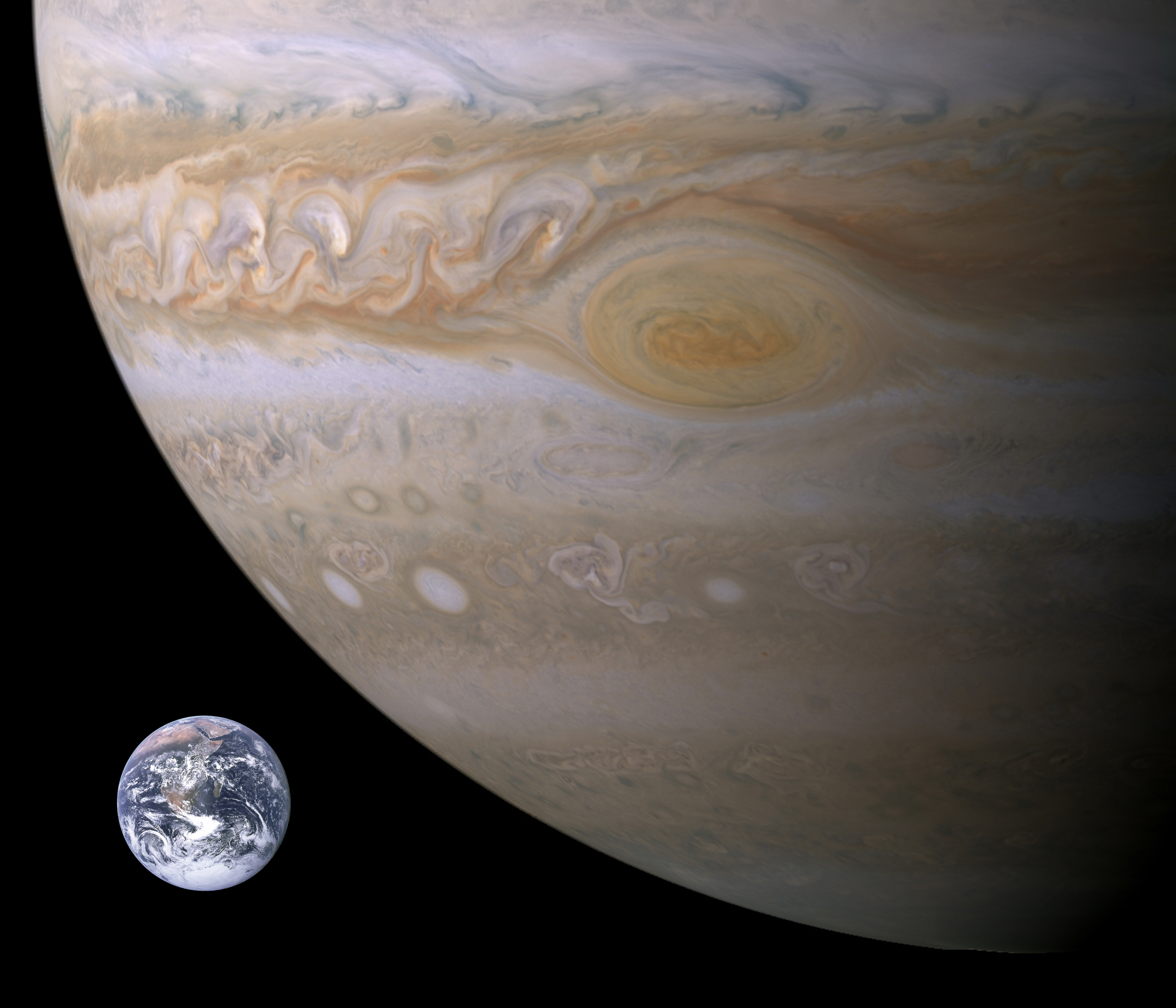
Comparação da Grande Mancha Vermelha com a Terra.

A Grande Mancha Vermelha (GRS) é uma tempestade anticiclônica, localizada a 22° do equador de Júpiter, cuja existência comprovada data de 1830, e possivelmente, de 1665 ou antes. A tempestade é grande o suficiente para ser visível em telescópios terrestres.
A Grande Mancha Vermelha gira em torno de si mesma de modo anti-horário, com um período de cerca de seis dias terrestres, ou 14 dias jupiterianos. A Grande Mancha Vermelha possui 24 000 a 40 000 km de comprimento no sentido leste-oeste, e 12 000 a 14 000 km de comprimento no sentido norte-sul. O vórtice é grande o suficiente para abrigar dois ou três planetas com o tamanho da Terra em seu interior. No início de 2004, a Grande Mancha Vermelha possuía metade de seu comprimento longitudinal do que um século atrás, quando tinha 40 000 km de diâmetro. Se o nível de redução continuar, a mancha poderá ter um formato circular em torno de 2040, embora isto seja improvável, devido ao efeito de jatos vizinhos. Não se sabe por quanto tempo ela continuará a existir, e se a mudanças observadas no tamanho dela são resultado de flutuações normais.
De acordo com um estudo por cientistas da Universidade de Califórnia, entre 1996 e 2006 a Grande Mancha Vermelha perdeu 15% de seu diâmetro ao longo se seu eixo maior. Porém, Xylar Asay-Davis, um dos cientistas envolvidos no estudo, observou que a mancha não corre o risco de desaparecer porque "velocidade [dos ventos do vórtice] é uma medida mais confiável, visto que as nuvens associadas com a Mancha Vermelha também são fortemente influenciadas por vários outros fenômenos vizinhos na atmosfera".
Imagens em infravermelho revelaram que a Grande Mancha Vermelha é mais fria (e, portanto, mais alta) do que a maioria das outras nuvens no planeta; as nuvens mais altas da GRS estão localizadas a cerca de 8 km acima das nuvens vizinhas. Além disso, estudos revelaram que a circulação anti-horária da GRS data de ao menos 1966 — observações drasticamente confirmadas pelos primeiros filmes feitos pelas sondas Voyager. A GRS está confinada por um jato prógrado ao sul e um jato muito forte retrógrado ao norte. Embora ventos em torno do limite da mancha alcancem uma velocidade máxima de 120 m/s (430 km/h), ventos no interior da mancha propriamente dita aparentam estar estagnados. O período de rotação da mancha diminuiu com o tempo, possivelmente um resultado direto de sua redução em tamanho.
A latitude da Grande Mancha Vermelha é estável, não tendo mudado significativamente desde o início de documentações observacionais precisas, variando tipicamente por cerca de um grau. Sua longitude, porém, é sujeita a constante variação. Como a rotação de Júpiter não é uniforme em todas as latitudes, astrônomos definiram três sistemas diferentes para definir longitudes em Júpiter. O sistema I é usado na região equatorial, entre 10° norte e sul do equador. O sistema II é usado para latitudes de mais de 10°, e era originalmente baseado no período médio de rotação da Grande Mancha Vermelha de 9 h 55 m 42 s. Apesar disso, a mancha "ultrapassou" o planeta ao menos dez vezes desde o início do século XIX. Sua taxa de deriva mudou drasticamente com os anos, mudança associada com o brilho do Cinturão Equatorial Meridional e a presença de Distúrbios Tropicais Meridionais.

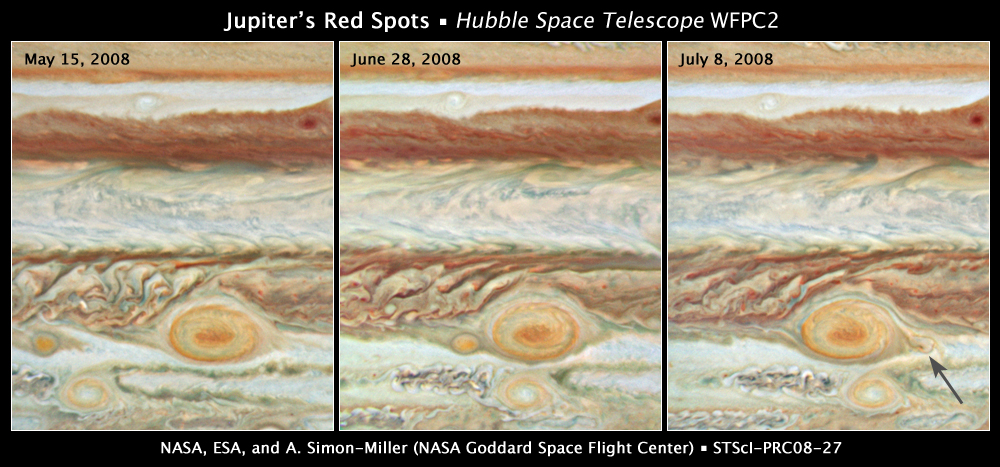
Oval BA (embaixo), Grande Mancha Vermelha (topo), e a "Pequena Mancha Vermelha" (meio), durante um encontro em junho de 2008.

Não se sabe ao certo a causa da cor avermelhada da Grande Mancha Vermelha. Teorias suportadas por experimentos de laboratório supõem que a cor seja resultado de complexas moléculas orgânicas, fósforo ou um composto de enxofre. A matiz da mancha varia bastante, entre vermelho escuro a bege claro, ou mesmo branco. A mancha ocasionalmente desaparece em luz visível, tornando-se evidente apenas através do Buraco da Mancha Vermelha, que é seu nicho no Cinturão Equatorial Setentrional. Acredita-se que a visibilidade da GRS esteja associada com a aparência da SEB; quando o cinturão é branco brilhante, a mancha tende a ser escura, e quando a mancha escurece, a mancha adquire uma cor mais clara. Os períodos de mudança de cor da mancha ocorrem em intervalos irregulares. Até 1997, a mancha era mais escura entre 1961 e 1966, 1968 e 1975, 1989 e 1990, e 1992 e 1993.
A Grande Mancha Vermelha não deve ser confundida com a "Grande Mancha Negra", uma característica observada no polo norte de Júpiter em 2000 pela sonda Cassini-Huygens. Note-se que outra mancha, em Neptuno, foi chamada de Grande Mancha Escura. Esta mancha foi detectada pela primeira vez pela Voyager 2 em 1989 (e desapareceu em 1994, embora outra mancha similar tenha aparecido no norte do planeta), e é possivelmente uma tempestade anticiclônica como a Grande Mancha Vermelha, embora possa também ser uma região depletada de metano.

#### Oval BA

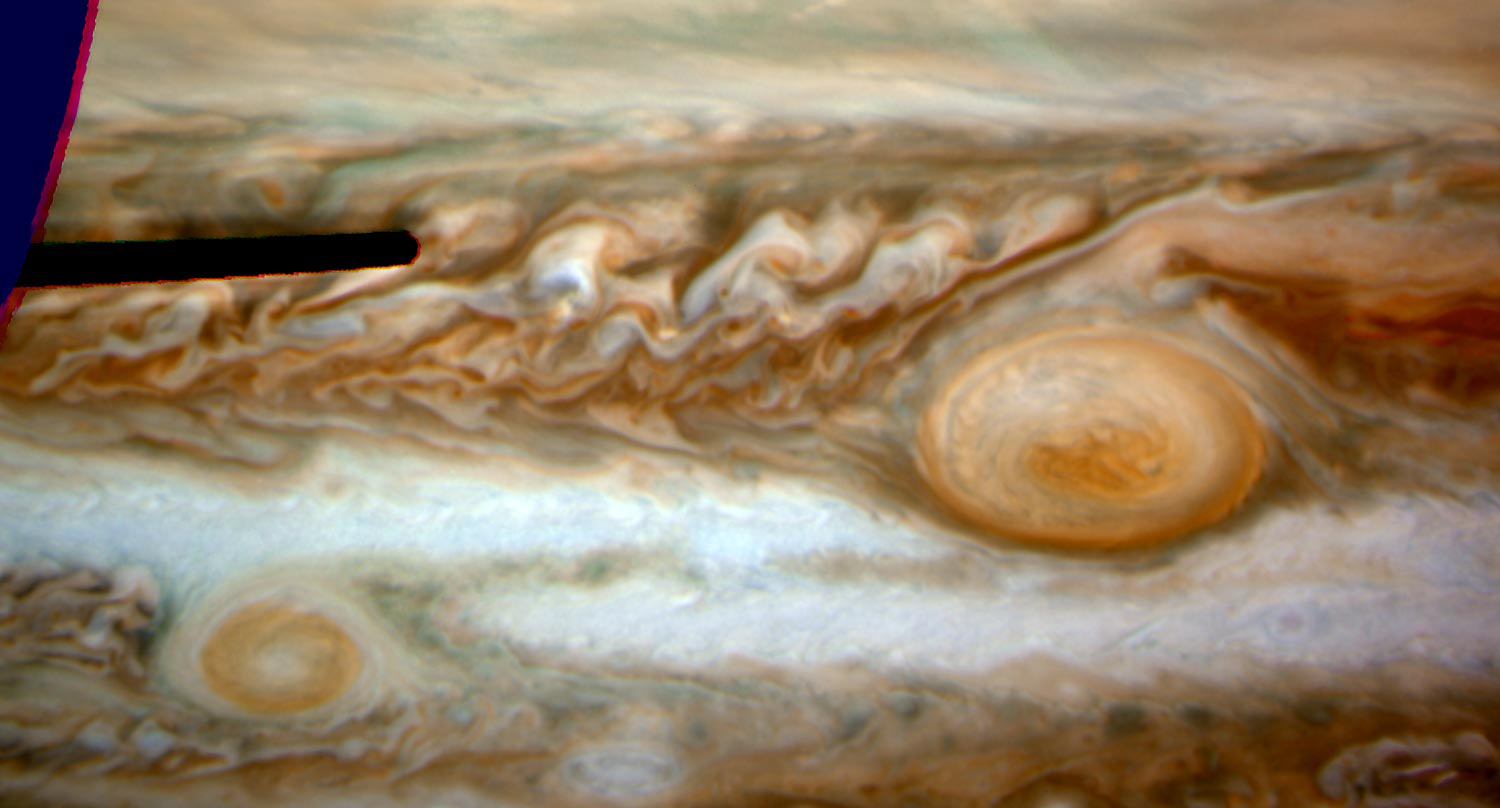
Imagem da Oval BA (à esquerda).

A Oval BA é o nome oficial de uma tempestade vermelha localizada no hemisfério sul de Júpiter, similar em formato, embora menor, à Grande Mancha Vermelha. Por ser menor do que a GRS, foi apelidada de "Mancha Vermelha Jr." ou "Pequena Mancha Vermelha Jr.". Uma característica do Cinturão Temperado Meridional, a Oval BA foi observada pela primeira vez em 2000 após a fusão de três tempestades ovais brancas, e, desde então, o vórtice resultante se intensificou.
As ovais brancas que formaram a Oval BA datam de 1939, quando a Zona Temperada Meridional foi afetada por manchas escuras que efetivamente dividiram a zona em três longas seções. Elmer J. Reese, um observador de Júpiter, nomeou as seções escuras de AB, CD e EF. As manchas aumentaram em tamanho, diminuindo os segmentos restantes da STZ nas ovais FA, BC e DE. As Ovais BC e DE fundiram-se em 1998, criando a Oval BE. Em março de 2000, as ovais BE e FA fundiram, criando a Oval BA.

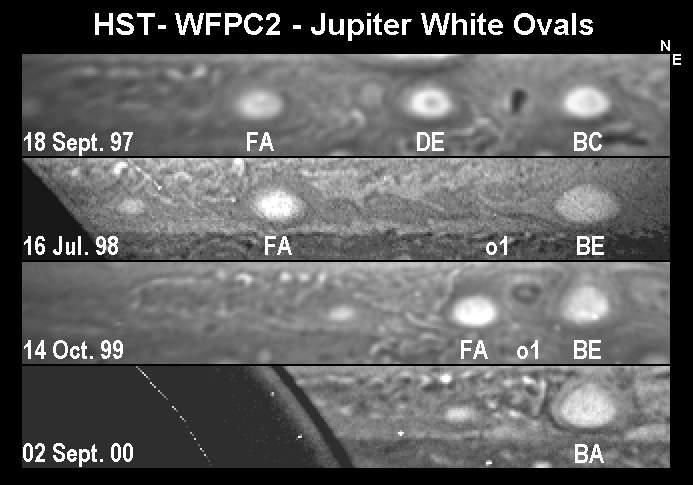
Formação da Oval BA a partir das três ovais brancas.

A cor da Oval BA começou a mudar para o vermelho em agosto de 2005. Em 24 de fevereiro de 2006, o astrônomo amador filipino Christopher Go descobriu a mudança de cor, notando que a Oval BA tinha adquirido um matiz similar ao da Grande Mancha Vermelha. Como resultado, Dr. Tony Phillips da NASA sugeriu que a Oval BA fosse chamada de "Mancha Vermelha Jr." ou "Vermelha Jr.".
Em abril de 2006, uma equipe de astrônomos, acreditando que a Oval BA poderia ter se fundido com a Grande Mancha Vermelha no mesmo ano, observou as tempestades através do Telescópio Espacial Hubble. As tempestades passam próximas entre si a cada dois anos, mas as passagens de 2002 e 2004 não produziram nada excitante. Dr. Amy Simon-Miller da Goddard Space Flight Center previu que as tempestades fariam a passagem mais próxima em 4 de julho de 2006. Em 20 de julho, as duas tempestades foram fotografadas pelo Observatório Gemini sem convergência.
Não se sabe o motivo da mudança de cor da Oval BA para vermelho. De acordo com um estudo de 2008 pelo Dr. Santiago Pérez-Hoyos da Universidade do País Basco, o mecanismo mais provável é uma difusão, em direção à parte superior da atmosfera e interior do vórtice, de um composto colorido ou um vapor que pode interagir com os fótons solares de alta energia nos níveis superiores da Oval BA.
A Oval BA está ficando mais forte, de acordo com observações do Telescópio Espacial Hubble em 2007. Os ventos do vórtice alcançaram 618 km/h; aproximadamente o mesmo que os ventos na Grande Mancha Vermelha, e muito mais fortes do que os ventos nas ovais brancas progenitoras. Em julho de 2008, a Oval BA estava com um tamanho similar ao da Terra, ou cerca de metade do tamanho da Grande Mancha Vermelha.
A Oval BA não deve ser confundida com outra tempestade jupiteriana, a "Pequena Mancha Vermelha", que adquiriu uma cor vermelha em maio de 2008. A Pequena Mancha Vermelha convergiu com a GRS no final de junho e, no início de julho de 2008, foi destruída em pedaços pela última, com os pedaços remanescentes se fundindo com a GRS posteriormente. Durante este encontro, a Oval BA estava presente nas proximidades, mas aparentemente não teve nenhum papel na destruição da Pequena Mancha Vermelha.

### Tempestades e raios

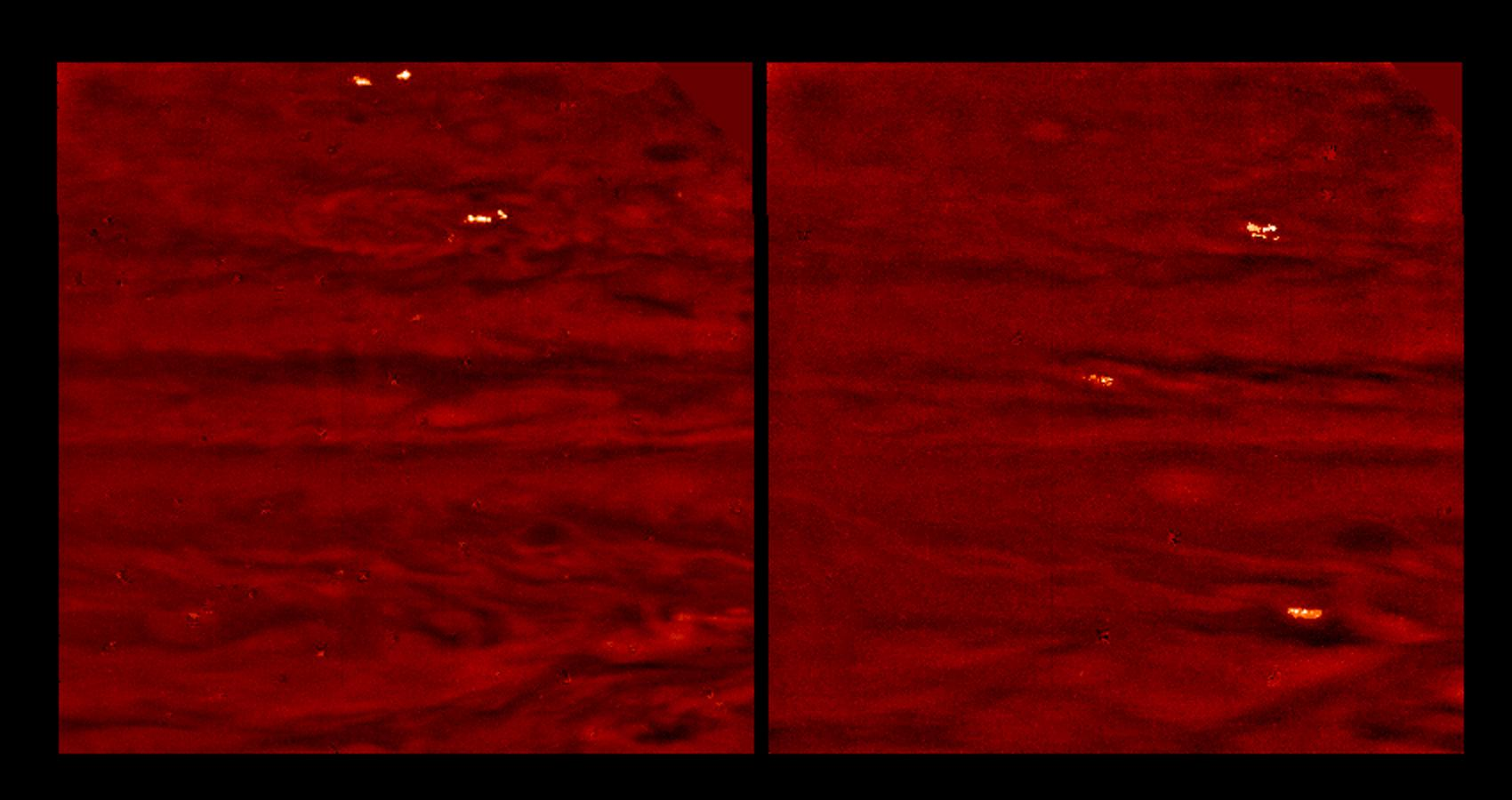
Raios no lado escuro de Júpiter, fotografados pela Galileu em 1997.

As tempestades em Júpiter são similares às da Terra. As tempestades jupiterianas aparecem como nuvens brilhantes de cerca de 1 000 km de tamanho, que aparecem com o tempo nas regiões ciclônicas dos cinturões do planeta, especialmente nos fortes jatos retrógrados. Em contraste com vórtices, tempestades são fenômenos de curta duração; as mais fortes e duradouras persistem por vários meses, mas o tempo médio de duração é de apenas três ou quatro dias. Acredita-se que estas tempestades ocorram primariamente devido à convecção úmida no interior da troposfera jupitriana. Tempestades são altas colunas convectivas (plumas), estas trazendo ar úmido da parte interior para a parte superior da troposfera, onde a umidade condensa em nuvens. O comprimento vertical das tempestades jupiterianas é de cerca de 100 km, estendendo-se do nível de 5 a 7 bar, no qual a base da possível camada de nuvens de água está localizada, até o nível de 0,2 a 0,5 bar.
Tempestades em Júpiter estão sempre associadas com raios. Imagens do lado escuro de Júpiter pelas sondas Galileu e Cassini-Huygens revelaram flashes regulares de luz, especialmente nas latitudes 51°N, 56°S e 23°N, bem como raios de maior latitude concentrados próximo aos jatos retrógrados. Os raios que ocorrem em Júpiter são mais poderosos que os da Terra, mas ocorrem com menos frequência. Como resultado, a potência emitida pelos raios em uma certa área em Júpiter é a mesma que em uma área do mesmo tamanho na Terra. Alguns flashes de luz foram detectados nas regiões polares de Júpiter, fazendo dele o segundo planeta depois da Terra a exibir raios polares.
A cada 15 a 17 anos, Júpiter é atingido por tempestades mais fortes do que o normal. Estas tempestades aparecem na latitude 23°N, na qual o jato prógrado está localizado. O último evento deste tipo ocorreu entre março e junho de 2007. Nessa ocasiào, duas tempestades apareceram no Cinturão Temperado Setentrional, separadas por cerca de 55° de latitude, que afetaram significativamente o cinturão. O material escuro proveniente das tempestades misturou-se com as nuvens e mudou as cores do cinturão. As tempestades moveram-se com velocidades de até 170 m/s, um pouco mais rápido que os ventos do jato prógrado, indicando a existência de fortes ventos nas profundezas da atmosfera jupiteriana.

### Distúrbios

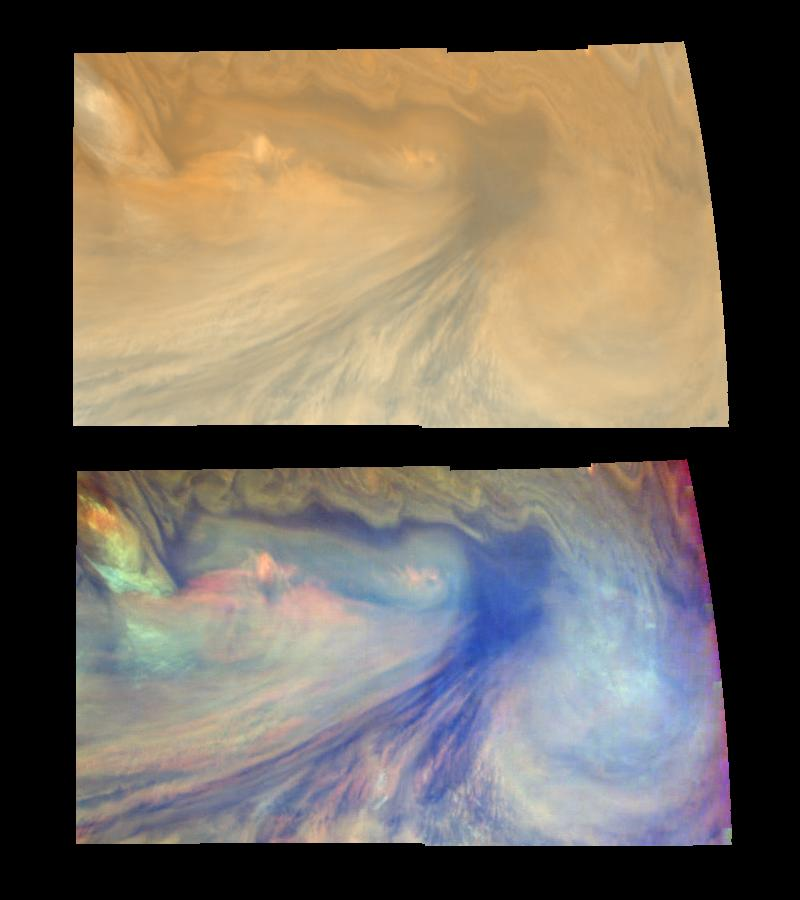
Imagem em falsa cor de um ponto quente equatorial.

O padrão normal de bandas e zonas é por vezes afetado por um período de tempo. Uma classe particular de distúrbio são o escurecimento de longa duração da Zona Tropical Meridional, chamado de Distúrbios Tropicais Meridionais (STD). O STD de maior duração que já foi observado ocorreu entre 1901 e 1939, observado primeiramente por Percy B. Molesworth em 28 de fevereiro de 1901. Neste período, partes da Zona Tropical Meridional, normalmente de cor clara brilhante, adquiriram uma cor mais escura. Vários distúrbios similares foram registrados na STZ desde então.

### Pontos quentes
Uma das características mais misteriosas da atmosfera de Júpiter são os pontos quentes. Neles o ar é relativamente livre de nuvens e o calor pode escapar das profundezas sem muita absorção. Esses pontos são brilhantes nas imagens infravermelhas obtidas no comprimento de onda de cerca de 5 μm. Eles geralmente estão localizados nos cinturões, embora haja vários pontos quentes proeminentes na borda norte da Zona Equatorial. A sonda Galileu desceu em um desses pontos quentes. Cada ponto equatorial é associado com uma pluma nublada brilhante localizada no oeste dele e alcançando mais de 10 000 km em tamanho. Pontos quentes geralmente têm forma redonda, embora não sejam parecidos com vórtices.
A origem dos pontos quentes não é clara. Eles podem ser tanto ar descendente aquecido e secado adiabaticamente, como uma manifestação de ondas planetárias. A última hipótese explica o padrão periódico dos pontos equatoriais.

## História

Sequência da aproximação da Voyager 1 em Júpiter.

Os primeiros astrônomos, utilizando pequenos telescópios, registraram as mudanças de aparência da atmosfera de Júpiter. Os termos utilizados para descrever as características da atmosfera jupiteriana — cinturões, zonas, manchas vermelhas e marrons, plumas, jatos — ainda são utilizados. Outros termos, tais como vorticidade, movimento vertical e altura das nuvens, entraram em uso depois, já no século XX.
As primeiras observações da atmosfera jupiteriana em resoluções maiores do que as possíveis com telescópios terrestres foram tomadas pelas sondas Pioneer 10 e Pioneer 11, embora as primeiras imagens em detalhes da atmosfera jupiteriana tenham sido tomadas pelas sondas Voyager 1 e Voyager 2. As Voyagers tomaram imagens com resolução de até 5 km, em vários espectros, e também criaram filmes de aproximação, mostrando a circulação atmosférica jupiteriana. A sonda Galileu observou menos a atmosfera jupiteriana, embora suas imagens tenham tido, em média, uma resolução maior, e um espectro mais diversificado do que as imagens tomadas pelas Voyagers.
Atualmente, astrônomos possuem acesso contínuo à atividade atmosférica de Júpiter graças a telescópios como o Hubble. Estas observações indicam que a atmosfera jupiteriana é ocasionalmente atingida por distúrbios massivos, mas que é, em geral, notavelmente estável. A circulação vertical da atmosfera jupiteriana foi determinada primariamente pela identificação de traços de gases por telescópios terrestres. Estudos de espectroscopia realizados logo após a colisão do cometa Shoemaker-Levy 9 tornaram possível estudar a composição atmosférica das profundezas da atmosfera jupiteriana pela primeira vez. A presença de enxofre diatômico (S2) e dissulfeto de carbono (CS2) foi identificada — a primeira vez que ambos os compostos foram detectados na atmosfera jupiteriana, e apenas a segunda vez que dissulfeto de carbono foi observado em um corpo astronômico que não a Terra, bem como moléculas de amônia (NH3) e sulfeto de hidrogênio (H2S), enquanto que moléculas contendo oxigênio, tais como dióxido de enxofre, não foram detectadas, o que surpreendeu a comunidade astronômica.
A Galileu enviou uma sonda atmosférica à atmosfera de Júpiter em 1995. À medida que essa sonda caía dentro da atmosfera, em direção ao núcleo do planeta, ela mediu os ventos, a temperatura, composição, nuvens e níveis de radiação, até o nível de pressão 22 bar, quando a sonda atmosférica deixou de enviar dados. Porém, cientistas possuem algumas incertezas sobre os dados registrados nas altitudes inferiores à região de 1 bar.

### Estudos da Grande Mancha Vermelha

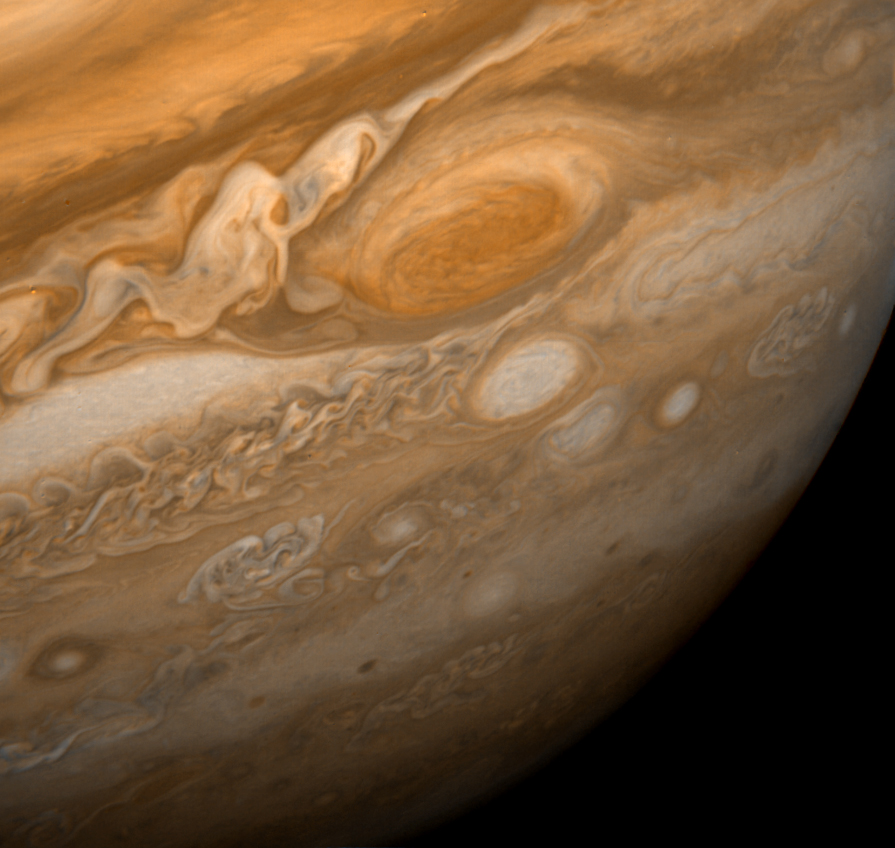
Imagem de Júpiter e da Grande Mancha Vermelha obtida pela Voyager 1 em 1979.

Robert Hooke é muitas vezes creditado como a primeira pessoa a observar a Grande Mancha Vermelha. Ele descreveu uma mancha em Júpiter em maio de 1664. Porém, é provável que a mancha descrita estivesse no cinturão errado, visto que, segundo suas descrições, a mancha provavelmente estava localizada no atual Cinturão Equatorial Setentrional, em comparação com a localização da Grande Mancha Vermelha no Cinturão Equatorial Meridional. Mais convincente foi a descrição de uma "mancha permanente" no planeta por Giovanni Cassini, em 1665. Com flutuações em visibilidade, a mancha de Cassini foi observada entre 1665 e 1713.
Uma mancha desenhada em uma tela por Donato Creti, em 1700, pintura atualmente exibida no Vaticano, é um mistério para a comunidade astronômica. É parte de uma série de painéis nos quais diferentes corpos astronômicos ampliados servem como cenário de fundo em diferentes cenários italianos. A criação de tais corpos astronômicos foi dirigida pelo astrônomo Eustachio Manfredi para torná-los precisos. A pintura de Creti é a primeira conhecida a descrever a GRS como vermelha. Nenhuma característica jupiteriana fora descrita com esta cor antes do final do século XIX.
A Grande Mancha Vermelha foi descrita em sua posição atual apenas em 1830, e estudada em maior detalhes apenas após uma aparição mais proeminente em 1879. Um longo espaço de 118 anos separa as observações realizadas em 1830 das observações realizadas no início do século XVIII. Não se sabe o motivo. Possíveis causas incluem dissipação da mancha original e reformação na atual localização, ou a mancha original somente dissipou-se, com outra aparecendo na atual localização, ou pobre documentação observacional. As manchas descritas no século XVII foram observadas por pouco tempo, e aparentemente possuíam um movimento mais lento do que a mancha atual, tornando sua identificação improvável.
Em 15 de fevereiro de 1979, a Voyager 1 passou a 9,2 milhões de quilômetros de Júpiter, transmitindo as primeiras imagens detalhadas da Grande Mancha Vermelha para a Terra. Detalhes de nuvens com até 160 km de extensão são visíveis nestas imagens. O padrão colorido e ondulado visto a oeste (esquerda) da GRS é a região de esteira do vórtice, onde movimentos de nuvens extraordinariamente complexos e variáveis são observáveis.
Informações coletadas pela sonda Juno indicam que a tempestade poderá desaparecer nos próximos 20 anos.

### Ovais brancas

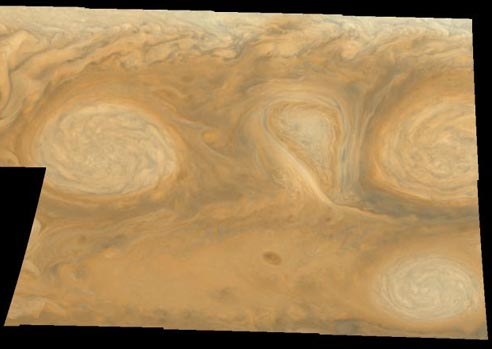
Imagem das ovais brancas em 1997, que formariam posteriormente a Oval BA, tomada pela Galileu em 1997.

As ovais brancas que formariam a Oval BA em 2000 formaram-se em 1939. Eles cobriam quase 90 graus de longitude logo após sua formação, mas contraíram-se rapidamente na primeira década. O comprimento das ovais estabilizou-se em dez graus ou menos após 1965. Embora tenham aparecido originalmente como segmentos da Zona Tropical Meridional, as ovais brancas evoluíram para o interior do Cinturão Temperado Meridional em sua totalidade, sugerindo que as ovais moveram rumo ao norte, "cavando" um nicho dentro do STB. De forma bastante similar à Grande Mancha Vermelha, a circulação das ovais brancas na atmosfera jupiteriana estava confinada por dois jatos opostos, que formavam o limite setentrional (jato prógrado, com direção a leste) e meridional (jato retrógrado, com direção a oeste) pelos quais as ovais estavam confinadas.
Acredita-se que o movimento longitudinal das ovais era influenciado por dois fatores: a posição de Júpiter em sua órbita (as ovais moviam-se mais rapidamente durante o afélio), e sua proximidade com a Grande Mancha Vermelha (as ovais aceleravam quando estavam a menos de 50 graus da GRS). Desde que as ovais se formaram, a taxa de deriva estava desacelerando, caindo pela metade entre 1940 e 1990.
Durante as aproximações feitas pelas Voyagers, as ovais estendiam-se por cerca de 9 000 km de leste a oeste, 5 000 km de norte a sul, e possuíam um período de rotação de cinco dias (em contraste com os seis dias da GRS à época).